# نانو پوسته

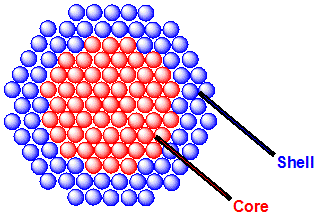
نانو پوسته

نانو پوسته که به هسته - پوسته (Core - shell) نیز معروف است، شامل یک هسته کروی است که با پوسته خاصی با ضخامت نانومتری پوشش داده می‌شود. پوسته‌ها بسته به ضخامت خود خواص نوری متفاوتی دارند و می‌توانند طول موج‌های متفاوتی را جذب کنند. یکی از کاربردهای نانوفناوری در نانو پزشکی، تولید ذرات هسته - پوسته با ضخامت معینی است که با جذب امواج خاصی، در درمان بیماری‌ها و از بین بردن عوامل بیماری‌زا در بدن تأثیر گذار باشد.
فهرست منابع
1. ↑  Kubik, T.; Bogunia-Kubik, K.; Sugisaka, M. (2005-02-01). "Nanotechnology on Duty in Medical Applications". Current Pharmaceutical Biotechnology. 6 (1): 17–33. doi:10.2174/1389201053167248. ISSN 1389-2010.